# Dominic Zimmermann
Dominic Zimmermann (* 22. Juli 1975) ist ein ehemaliger kanadisch-deutscher Basketballspieler.

## Laufbahn
Zimmermann, aus der Stadt Burnaby stammend, spielte als Heranwachsender in Kanada für die Mannschaft der Schule St. Thomas More Collegiate. Auf Hochschulebene gehörte der 1,88 Meter große Aufbauspieler der Mannschaft des Capilano College in der Provinz British Columbia und dann von 1997 bis 1999 der Mannschaft der University of British Columbia an.
Zur Saison 1999/2000 wechselte Zimmermann zum BBC Bayreuth nach Deutschland. Unter Trainer Georg Kämpf wurde der Deutschkanadier ein entscheidender Baustein des Neuanfangs nach der Insolvenz der Bundesligamannschaft im Jahr 1999. 2000 stieg Zimmermann mit Bayreuth in die 2. Bundesliga auf. Er spielte bis 2006 für die Mannschaft. Zimmermann war Führungsspieler und Mannschaftskapitän der Bayreuther, im Buch „111 Gründe, Medi Bayreuth zu lieben: Eine Liebeserklärung an die großartigste Basketball-Stadt der Welt“ wird er als „Leitwolf, Herz und Hirn sowie nicht zuletzt Identifikationsfigur in Personalunion“ beschrieben.
Ehrenhalber wurde sein Trikot mit der Rückennummer 4 unter die Decke der Bayreuther Oberfrankenhalle befestigt. Zimmermann ging in sein Heimatland zurück und wurde an seiner ehemaligen Schule St. Thomas More Collegiate als Lehrer für Englisch und Religion sowie als Basketballtrainer tätig.